# 汉斯-克里斯蒂安·索尔伯格·维汀哈斯
汉斯-克里斯蒂安·索尔伯格·维汀哈斯（丹麥語：Hans-Kristian Solberg Vittinghus，1986年1月16日—），丹麦男子羽毛球運動員。

## 簡歷

### 2005年
2005年3月，汉斯-克里斯蒂安·维汀哈斯代表丹麦参加荷蘭斯海尔托亨博斯举办的歐洲青年羽毛球錦標賽，助丹麦队赢得混团冠军；此外，还赢得欧青赛男子单打季军。

### 2009年
2009年8月，汉斯-克里斯蒂安·维汀哈斯出战碧特博格羽毛球大獎賽，在男单準决赛以0比2（15-21、10-21）不敌赛会5号种子、荷兰华裔的方發財。

### 2010年
2010年8月，汉斯-克里斯蒂安·维汀哈斯出战碧特博格羽毛球黃金大獎賽，在男单決賽以1比2（3-21、21-12、9-21）負於中國的谌龙，赢得亞軍。同年11月，他出战挪威羽毛球國際賽，在男单决赛以2比1（21-16、19-21、21-8）击败了瑞典名将的亨利·胡尔斯凯宁，这也是他首个國際挑戰賽男单冠军。同年12月，他出战愛爾蘭羽毛球國際賽，在男单决赛以2比1（21-13、14-21、23-21）力克赛会8号种子、西班牙名将的巴勃罗·阿维安，赢得國際系列賽男单冠军。同期12月，他出战土耳其羽毛球國際賽，在男单準决赛以0比2（20-22、7-21）不敌赛会2号种子、波兰名将的普热梅斯瓦夫·瓦查。

### 2011年
2011年4月，汉斯-克里斯蒂安·维汀哈斯出战荷蘭羽毛球國際賽，在男单决赛以2比1（18-21、21-15、21-4）击败了赛会5号种子、芬兰名将的维莱·朗，赢得國際挑戰賽男单冠军。同年5月，他出战丹麥羽毛球國際賽，在男单决赛以0比2（15-21、12-21）不敌赛会头号种子、队友的简·奥·约根森，赢得亚军。同年11月，他出战碧特博格羽毛球黃金大獎賽，在男单决赛以2比0（21-18、21-10）击败了赛会3号种子、中国的王睁茗，这也是他首个黃金大獎賽男单冠军。

### 2012年
2012年12月，汉斯-克里斯蒂安·维汀哈斯代表丹麦参加中国广东省深圳市举办的世界羽聯超級系列賽總決賽，他以赛会8号种子被安排在B组男单圈里；在小组赛阶段分别击败了日本的田兒賢一以及连续输了两场不敌中国的谌龙和马来西亚的刘国伦，但仍然以小组第二出线；在準決賽以1比2（23-21、8-21、13-21）不敌中国的杜鹏宇。

### 2013年 世錦賽
2013年2月，汉斯-克里斯蒂安·维汀哈斯代表丹麦参加俄羅斯莫斯科举办的歐洲羽毛球混合團體錦標賽，助球队赢得混团亚军。同年5月，他出战西班牙羽毛球公開賽，在男单决赛以2比0（21-9、21-16）击败了赛会5号种子、队友的乔希姆·佩尔森，赢得國際挑戰賽男单冠军。同年8月，他參加中國廣州舉行的世界羽毛球錦標賽，出戰男子單打項目，在首圈就以1比2（18-21、21-15、17-21）負於8號種子、印尼的汤米·苏吉亚托出局。同年10月，他出战倫敦羽毛球黃金大獎賽，在男单决赛以0比2（20-22、16-21）不敌中国的田厚威，赢得亚军。同年12月，他出战哥本哈根羽毛球大師賽，在男单準决赛以0比2（17-21、18-21）不敌韩国名将的李炫一。

### 2014年 世錦賽
2014年2月，汉斯-克里斯蒂安·维汀哈斯代表丹麦参加瑞士巴塞爾举办的歐洲男子羽毛球團體錦標賽，助球队赢得男团冠军。同年2月，他出战德國羽毛球黃金大獎賽，在男单决赛以1比2（22-24、21-19、11-21）不敌印度名将的阿尔温德·巴特，赢得亚军。同年8月，他參加丹麥哥本哈根舉行的世界羽毛球錦標賽，以10號種子身分出戰男子單打項目。他在首圈以2比0擊敗中華台北的許仁豪晉級，次圈再以2比0淘汰比利時的谭雨涵；但在第三圈面對7號種子、南韓的孫完虎，就以0比2（19-21、12-21）落敗，16強止步。同年9月，他出战比利時羽毛球國際賽，在男单决赛以3比1（11-8、10-11、11-9、11-9）击败了赛会2号种子、德国名将的马克·茨维布勒，赢得国际赛男单冠军。同年12月，他代表丹麦参加阿联酋杜拜举办的世界羽聯超級系列賽總決賽，他以赛会6号种子被安排在男单A组圈里；在小组赛阶段分别击败了韩国的孫完虎以及日本的田兒賢一，唯有输给了中国的谌龙，但仍然以小组第二出线；在準決賽以2比0（21-11、21-17）完胜了队友的简·奥·约根森；在决赛以0比2（16-21、10-21）不敌中国的谌龙，赢得亚军。

### 2015年 世錦賽
2015年6月，汉斯-克里斯蒂安·维汀哈斯出战美國羽毛球黃金大獎賽，在男单决赛以0比2（20-22、12-21）不敌马来西亚名将的李宗伟，赢得亚军。同年8月，他參加印尼雅加達舉行的世界羽毛球錦標賽，以14號種子身分出戰男子單打項目。在首圈淘汰蘇格蘭選手基兰·梅里利斯後，他在第二圈又以2比0擊敗日本好手佐佐木翔晉級；但至第三圈面對5號種子、中國的林丹，就以0比2（9-21、13-21）落敗，再次16強止步。同年11月，他出战蘇格蘭羽毛球大獎賽，在男单决赛以2比1（21-19、11-21、21-16）击败了赛会2号种子、英格兰名将的拉吉夫·欧斯夫，赢得国际大獎賽男单冠军。

### 2016年
2016年2月，汉斯-克里斯蒂安·维汀哈斯代表丹麦参加俄羅斯喀山举办的歐洲男子羽毛球團體錦標賽，助球队赢得男团冠军。同年3月，他出战全英羽毛球首要超級賽，在男单準决赛以1比2（21-15、14-21、14-21）不敌赛会8号种子、中国的田厚威。同年5月，他入选湯姆斯盃的男单大名单，助丹麦队有史以来首次捧起汤杯，打破了亚洲各队的垄断，亦是首支欧洲队伍赢得该赛事以来的第一个国家。同年6月，他出战澳洲羽毛球超級賽，在男单决赛以2比1（21-16、19-21、21-11）击败了韩国名将的全奕陳，赢得羽球职业生涯首座超級賽男单冠军。

### 2017年 世錦賽
2017年2月，汉斯-克里斯蒂安·维汀哈斯代表丹麦参加波蘭盧賓举办的歐洲羽毛球混合團體錦標賽，助球队赢得混团冠军。同年4月，他代表丹麦参加本国举办的歐洲羽毛球錦標賽，他以赛会4号种子在首圈轮空；在次圈以2比0（21-15、21-12）横扫芬兰名将的卡勒·科利约宁；在十六强以2比1（20-22、21-13、21-17）拿下队友的埃米尔·霍尔斯特；在八强以2比1（20-22、21-13、21-17）力克赛会7号种子、法国名将的布里斯·利弗德斯；在準决赛以1比2（21-18、21-23、16-21）不敌赛会2号种子、英格兰名将的拉吉夫·欧斯夫，与同胞的维克托·阿萨尔森并列季军。同年8月，他參加蘇格蘭格拉斯哥舉行的世界羽毛球錦標賽，出戰男子單打項目，首圈就以1比2（14-21、21-17、16-21）不敵10號種子、中國的田厚威出局。

### 2018年
2018年1月，汉斯-克里斯蒂安·维汀哈斯出战馬來西亞羽毛球大師賽，在男单準决赛以0比2（14-21、19-21）不敌日本名将的西本拳太。同年5月，他入选湯姆斯盃的男单大名单，助丹麦队赢得季军，未能卫冕。

### 2019年
2019年2月，汉斯-克里斯蒂安·维汀哈斯出战德國羽毛球公開賽，在男单準决赛以1比2（26-24、16-21、15-21）不敌赛会头号种子、新科世锦赛冠军的桃田賢斗。

### 2023年正式从职业赛场引退
汉斯-克里斯蒂安·索尔伯格·维汀哈斯在2023年印尼羽毛球公开赛首轮以（8-21、10-21）不敌赛会2号种子兼东道主选手安东尼·西尼苏卡·金廷。之后他正式宣布从羽毛球职业赛场引退，结束了他长达15年的羽毛球运动员生涯。

## 主要比賽成績
| 年份   | 賽事                       | 公開賽級別 | 項目     | 成績   |
| ------ | -------------------------- | ---------- | -------- | ------ |
| 2005年 | 歐洲青年羽毛球錦標賽       | 其他       | 混合團體 | 冠軍   |
| 2005年 | 歐洲青年羽毛球錦標賽       | 其他       | 男子單打 | 準決賽 |
| 2009年 | 西班牙羽毛球公開賽         | 國際挑戰賽 | 男子單打 | 冠軍   |
| 2009年 | 碧特博格羽毛球大獎賽       | 大獎賽     | 男子單打 | 準決賽 |
| 2009年 | 挪威羽毛球國際賽           | 國際挑戰賽 | 男子單打 | 冠軍   |
| 2010年 | 碧特博格羽毛球黃金大獎賽   | 黃金大獎賽 | 男子單打 | 亞軍   |
| 2010年 | 挪威羽毛球國際賽           | 國際挑戰賽 | 男子單打 | 冠軍   |
| 2010年 | 愛爾蘭羽毛球國際賽         | 國際系列賽 | 男子單打 | 冠軍   |
| 2010年 | 土耳其羽毛球國際賽         | 國際系列賽 | 男子單打 | 準決賽 |
| 2011年 | 荷蘭羽毛球國際賽           | 國際挑戰賽 | 男子單打 | 冠軍   |
| 2011年 | 丹麥羽毛球國際賽           | 國際挑戰賽 | 男子單打 | 亞軍   |
| 2011年 | 碧特博格羽毛球黃金大獎賽   | 黃金大獎賽 | 男子單打 | 冠軍   |
| 2012年 | 世界羽聯超級系列賽總決賽   | 首要超級賽 | 男子單打 | 準決賽 |
| 2013年 | 歐洲羽毛球混合團體錦標賽   | 其他       | 混合團體 | 亞軍   |
| 2013年 | 西班牙羽毛球公開賽         | 國際挑戰賽 | 男子單打 | 冠軍   |
| 2013年 | 倫敦羽毛球黃金大獎賽       | 黃金大獎賽 | 男子單打 | 亞軍   |
| 2013年 | 哥本哈根羽毛球大師賽       | 其他       | 男子單打 | 準決賽 |
| 2014年 | 歐洲男子羽毛球團體錦標賽   | 其他       | 男子團體 | 冠軍   |
| 2014年 | 德國羽毛球黃金大獎賽       | 黃金大獎賽 | 男子單打 | 亞軍   |
| 2014年 | 比利時羽毛球國際賽         | 國際挑戰賽 | 男子單打 | 冠軍   |
| 2014年 | 世界羽聯超級系列賽總決賽   | 首要超級賽 | 男子單打 | 亞軍   |
| 2015年 | 美國羽毛球黃金大獎賽       | 黃金大獎賽 | 男子單打 | 亞軍   |
| 2015年 | 蘇格蘭羽毛球大獎賽         | 大獎賽     | 男子單打 | 冠軍   |
| 2016年 | 歐洲男子羽毛球團體錦標賽   | 其他       | 男子團體 | 冠軍   |
| 2016年 | 全英羽毛球首要超級賽       | 首要超級賽 | 男子單打 | 準決賽 |
| 2016年 | 湯姆斯盃                   | 其他       | 男子團體 | 冠軍   |
| 2016年 | 澳洲羽毛球超級賽           | 超級賽     | 男子單打 | 冠軍   |
| 2017年 | 歐洲羽毛球混合團體錦標賽   | 其他       | 混合團體 | 冠軍   |
| 2017年 | 歐洲羽毛球錦標賽           | 其他       | 男子單打 | 季軍   |
| 2018年 | 馬來西亞羽毛球大師賽       | 超級500賽  | 男子單打 | 準決賽 |
| 2018年 | 歐洲羽毛球男女子團體錦標賽 | 其他       | 男子團體 | 冠軍   |
| 2018年 | 湯姆斯盃                   | 其他       | 男子團體 | 季軍   |
| 2019年 | 德國羽毛球公開賽           | 超級300賽  | 男子單打 | 準決賽 |
| 2019年 | 丹麥羽毛球國際賽           | 國際挑戰賽 | 男子單打 | 冠軍   |
| 2020年 | 歐洲羽毛球男女子團體錦標賽 | 其他       | 男子團體 | 冠軍   |
| 2020年 | TOYOTA泰國羽毛球公開賽     | 超級1000賽 | 男子單打 | 亞軍   |
| 2021年 | 奧爾良羽毛球大師賽         | 超級100賽  | 男子單打 | 準決賽 |
| 2021年 | 歐洲羽毛球錦標賽           | 其他       | 男子單打 | 季軍   |
| 2021年 | 湯姆斯盃                   | 其他       | 男子團體 | 季軍   |
| 2022年 | 湯姆斯盃                   | 其他       | 男子團體 | 季軍   |
| 2023年 | 歐洲羽毛球混合團體錦標賽   | 其他       | 混合團體 | 冠軍   |

| 2007-2017年 | 首要超級賽 | 超級賽 | 黃金大獎賽 | 大獎賽 | 國際挑戰賽 | 國際系列賽 | 未來系列賽 | 其他 |

| 2018-2026年 | 總決賽 | 超級1000賽 | 超級750賽 | 超級500賽 | 超級300賽 | 超級100賽 | 國際挑戰賽 | 國際系列賽 | 未來系列賽 | 其他 |

### 世界冠軍頭銜
汉斯-克里斯蒂安·维汀哈斯在羽毛球生涯中共奪得 1 項羽毛球世界冠軍頭銜。
| 賽事     | 奪冠次數 | 年份               |
| -------- | -------- | ------------------ |
| 湯姆斯盃 | 1        | 2016年（男子團體） |
| 總計     | 1        |                    |

### 奧運會和世錦賽參賽紀錄
|          | 2011 | 2012 | 2013 | 2014 | 2015 | 2016 | 2017 | 2018 | 2019 | 2020 | 2021 | 2022 |
| -------- | ---- | ---- | ---- | ---- | ---- | ---- | ---- | ---- | ---- | ---- | ---- | ---- |
| 男子單打 | 8強  | －   | 64強 | 16強 | 16強 | －   | 64強 | 16強 | 64強 | －   | 16強 | 64強 |

## 個人生活
2016年9月，汉斯-克里斯蒂安·维汀哈斯與挪威盛裝舞步騎術運動員塞丽娜·索尔伯格（挪威語：Selina Hundstuen Solberg）結婚，婚後在名字加上太太的姓氏。